# 西園寺嬉子
西園寺 嬉子（さいおんじ きし、藤原 嬉子（ふじわら の きし）、1252年〈建長4年〉- 1318年5月26日〈文保2年4月25日〉）は、鎌倉時代の女性。亀山天皇の中宮。女院号は今出川院（いまでがわいん、今出河院）。

## 系譜
太政大臣西園寺公相の女。生母は大外記中原師朝の女。同母兄に太政大臣西園寺実兼がいる。なお入内に際し、叔母にあたり、後嵯峨天皇の中宮で後深草、亀山両天皇の生母である西園寺姞子（大宮院）の猶子となっている。

## 略歴
弘長元年（1261年）6月、10歳で入内して女御宣下を受け、同年8月に中宮に冊立される。このとき、先立の中宮洞院佶子は皇后となっている。しかし佶子は天皇の寵愛が深かったのに対し、嬉子は寵愛が薄く、子を産むこともないまま、入内から6年後の文永4年（1267年）、父公相が没したのをきっかけに嬉子は宮中を退出し、それ以降二度と戻らなかった。
その後、翌文永5年12月（1269年1月）に院号宣下を受けて今出川院と称され、弘安6年（1283年）に出家し、法名を仏性覚と称した。
文保2年（1318年）、67歳で崩御。